# Sovrani di Prussia

Stemma dei Re di Prussia (1873)

Lista dei sovrani di Prussia che comprende i Duchi di Prussia (tedesco: Herzog von Preußen), Re in Prussia (tedesco: König in Preußen) e i Re di Prussia (tedesco: König von Preußen).
I sovrani provenivano tutti dalla dinastia degli Hohenzollern.

## Duchi di Prussia (1525-1701)

### Hohenzollern-Ansbach
Lo Stato prussiano nasce il 10 aprile 1525, quando Alberto di Hohenzollern-Ansbach venne investito dal re di Polonia Sigismondo I quale duca di Prussia secolarizzando l'Ordine teutonico.
| Ritratto | Nome (nascita–morte)         | Regno          | Regno          | Matrimoni                                                                                            | Note |
| Ritratto | Nome (nascita–morte)         | Inizio         | Fine           | Matrimoni                                                                                            | Note |
| -------- | ---------------------------- | -------------- | -------------- | --- | --- |
|          | Alberto (1490–1568)          | 10 aprile 1525 | 20 marzo 1568  | (1) Dorotea di Danimarca 2 figli e 4 figlie (2) Anna Maria di Brunswick-Lüneburg 1 figlio e 1 figlia | Figlio del margravio Federico I di Brandeburgo-Ansbach; Gran maestro dell'Ordine teutonico dal 1510 al 1525; convertito al luteranesimo |
|          | Alberto Federico (1553–1618) | 20 marzo 1568  | 28 agosto 1618 | Maria Eleonora di Cleves 2 figli e 5 figlie                                                          | Figlio di Alberto e Anna Maria |

### Hohenzollern
Dal 1618 il Ducato passò al ramo dei margravi ed elettori di Brandeburgo legando così la Prussia alla storia tedesca, sebbene non fu mai incorporata nel Sacro Romano Impero.
| Ritratto | Nome (nascita–morte)                              | Regno            | Regno            | Matrimoni                                                                                                   | Note |
| Ritratto | Nome (nascita–morte)                              | Inizio           | Fine             | Matrimoni                                                                                                   | Note |
| -------- | ------------------------------------------------- | ---------------- | ---------------- | --- | --- |
|          | Giovanni Sigismondo (1572–1619)                   | 28 agosto 1618   | 23 dicembre 1619 | Anna di Prussia 4 figli e 4 figlie                                                                          | Principe elettore e margravio di Brandeburgo dal 1608; si converte al calvinismo                                |
|          | Giorgio Guglielmo (1595–1640)                     | 23 dicembre 1619 | 1º dicembre 1640 | Elisabetta Carlotta del Palatinato 1 figlio e 2 figlie                                                      | Figlio di Giovanni Sigismondo; principe elettore e margravio di Brandeburgo                                     |
|          | Federico Guglielmo il Grande Elettore (1620–1688) | 1º dicembre 1640 | 9 maggio 1688    | (1) Luisa Enrichetta d'Orange 5 figli e 1 figlia (2) Sofia Dorotea di Schleswig-Holstein 4 figli e 2 figlie | Figlio di Giorgio Guglielmo; principe elettore e margravio di Brandeburgo                                       |
|          | Federico (1657–1713)                              | 9 maggio 1688    | 18 gennaio 1701  | Sofia Carlotta di Hannover 2 figli                                                                          | Figlio di Federico Guglielmo e Luisa Enrichetta; principe elettore e margravio di Brandeburgo come Federico III |

## Re in Prussia (1701-1772)

### Hohenzollern
Il Regno di Prussia venne creato nel 1701, dopo che il Ducato di Prussia, separato definitivamente dalla Polonia, e il Margraviato di Brandeburgo vennero uniti. I titolari del Regno dovettero usare il titolo di Re in Prussia, per indicare che la sovranità suprema sul Brandeburgo era ancora nelle mani dell'Imperatore dei Romani.
| Ritratto | Nome (nascita–morte)                           | Regno            | Regno             | Matrimoni                                                                                    | Note |
| Ritratto | Nome (nascita–morte)                           | Inizio           | Fine              | Matrimoni                                                                                    | Note |
| -------- | ---------------------------------------------- | ---------------- | ----------------- | -------------------------------------------------------------------------------------------- | --- |
|          | Federico I (1657–1713)                         | 18 gennaio 1701  | 25 febbraio 1713  | (1) Sofia Carlotta di Hannover 2 figli (2) Sofia Luisa di Meclemburgo-Schwerin nessun figlio | Figlio di Federico Guglielmo e Luisa Enrichetta; principe elettore e margravio di Brandeburgo come Federico III |
|          | Federico Guglielmo I il Re Soldato (1688–1740) | 25 febbraio 1713 | 31 maggio 1740    | Sofia Dorotea di Hannover 7 figli e 7 figlie                                                 | Figlio di Federico e Sofia Carlotta; principe elettore e margravio di Brandeburgo                               |
|          | Federico II il Grande (1712–1786)              | 31 maggio 1740   | 22 settembre 1772 | Elisabetta Cristina di Brunswick-Bevern nessun figlio                                        | Figlio di Federico Guglielmo I; principe elettore e margravio di Brandeburgo                                    |

## Re di Prussia (1772-1871)

### Hohenzollern
Il titolo di Re di Prussia fu introdotto nel 1772 da Federico II, allorquando la Prussia stessa partecipò allo smembramento della Polonia.
| Ritratto | Nome (nascita–morte)               | Regno             | Regno            | Matrimoni                                               | Note |
| Ritratto | Nome (nascita–morte)               | Inizio            | Fine             | Matrimoni                                               | Note |
| -------- | ---------------------------------- | ----------------- | ---------------- | ------------------------------------------------------- | --- |
|          | Federico II il Grande (1712–1786)  | 22 settembre 1772 | 17 agosto 1786   | Elisabetta Cristina di Brunswick-Bevern nessun figlio   | Figlio di Federico Guglielmo I; principe elettore e margravio di Brandeburgo                               |
|          | Federico Guglielmo II (1744–1797)  | 17 agosto 1786    | 16 novembre 1797 | Federica Luisa d'Assia-Darmstadt 4 figli e 3 figlie     | Figlio di Augusto Guglielmo e nipote di Federico Guglielmo I; principe elettore e margravio di Brandeburgo |
|          | Federico Guglielmo III (1770–1840) | 16 novembre 1797  | 7 giugno 1840    | Luisa di Meclemburgo-Strelitz 5 figli e 5 figlie        | Figlio di Federico Guglielmo II; principe elettore e margravio di Brandeburgo (fino al 1806)               |
|          | Federico Guglielmo IV (1795–1861)  | 7 giugno 1840     | 2 gennaio 1861   | Elisabetta Ludovica di Baviera nessun figlio            | Figlio di Federico Guglielmo III                                                                           |
|          | Guglielmo I (1797–1888)            | 2 gennaio 1861    | 18 gennaio 1871  | Augusta di Sassonia-Weimar-Eisenach 1 figlio e 1 figlia | Figlio di Federico Guglielmo III                                                                           |

## Imperatori tedeschi e Re di Prussia (1871-1918)

### Hohenzollern
Nel 1866 la Prussia si univa alla Confederazione della Germania del Nord e il suo Re ne assunse la presidenza. A questa confederazione, nel 1871 aderirono anche gli Stati meridionali per formare il Reich tedesco, con l'esclusione dell'Austria, Lussemburgo e del Liechtenstein. Il Re di Prussia divenne Presidente di questa unione col titolo di Imperatore tedesco. Nel 1919 il Reich divenne repubblica e tutti i sovrani della Germania vennero detronizzati: la Prussia assunse forma repubblicana col nome di Stato Libero di Prussia, sino al 1947, quando, per ordine degli Alleati, venne sciolto.
| Ritratto | Nome (nascita–morte)     | Regno           | Regno           | Matrimoni                                                 | Note                                                                                       |
| Ritratto | Nome (nascita–morte)     | Inizio          | Fine            | Matrimoni                                                 | Note                                                                                       |
| -------- | ------------------------ | --------------- | --------------- | --------------------------------------------------------- | ------------------------------------------------------------------------------------------ |
|          | Guglielmo I (1797–1888)  | 18 gennaio 1871 | 9 marzo 1888    | Augusta di Sassonia-Weimar-Eisenach 1 figlio e 1 figlia   | Imperatore tedesco                                                                         |
|          | Federico III (1831–1888) | 9 marzo 1888    | 15 giugno 1888  | Vittoria di Gran Bretagna 4 figli e 4 figlie              | Figlio di Guglielmo I; imperatore tedesco                                                  |
|          | Guglielmo II (1859–1941) | 15 giugno 1888  | 9 novembre 1918 | Augusta Vittoria di Schleswig-Holstein 6 figli e 1 figlia | Figlio di Federico III; imperatore tedesco; deposto al termine della prima guerra mondiale |